# Extrême droite en Allemagne depuis 1945
L'extrême droite en Allemagne (en allemand : Rechtsextrem) se réorganise après 1945, date de la chute de l'Allemagne nazie et de la dissolution du parti nazi. Si un processus de dénazification a été mené de 1945 à 1949 dans le pays par les forces alliées de la Seconde Guerre mondiale, divers partis d'extrême droite émergent rapidement dans la période d'après-guerre, avec plus ou moins de succès. Dès 2017, l'extrême-droite incarnée par le parti populiste AfD est présente de manière massive au Bundestag.
En 1949, un parti se réclamant ouvertement du nazisme et du NSDAP, le SRP, Parti socialiste du Reich, se crée ; il compte jusqu'à 10 000 membres, obtient aux élections régionales de 1951 11% des voix en Basse-Saxe, 7,7% à Brême. Il est dissout en 1952 par décision de la Cour Constitutionnelle.
En 1964 est fondé le NPD, Parti national-démocrate d'Allemagne, parti néo-nazi et « revanchard », connu dès 2023 sous le nom La Patrie ; élu dans des parlements régionaux dès les années 1960, il obtient un siège au Bundestag en 2014. Il est le seul parti politique national néo-nazi subsistant en Allemagne.
En 2013 est créé le parti populiste d'extrême-droite AfD (Alternative pour l'Allemagne) ; il obtient 94 sièges au Bundestag en 2017 (pour 12,6 % des voix) et 83 députés lors des élections de 2021 (10,3 % des voix). Il s'inscrit en partie dans le sillage des partis d'extrême-droite apparus avant la réunification de l'Allemagne en 1989-1990. Toutefois, il ne s'est pas formé initialement à partir de ces anciens partis mais provient plutôt des milieux chrétiens-démocrates de la CDU opposés à la politique d'Angela Merkel : il est à l'origine un mouvement antieuropéen, anti-Euro, pour qui l'Allemagne n'a pas à porter le poids de la dette d'autres pays européens. Il bénéficie du ralliement de formations d'extrême-droite nationalistes, opposées à l'immigration et « revanchistes ».

## Définition
« Extrême droite » est le terme utilisé par l'Office fédéral allemand pour la protection de la Constitution, selon lequel le néonazisme est une sous-classe de l'extrême droite.

## Allemagne de l'Ouest (1945-1990)

### Dès 1945
En 1946 est fondé le Deutsche Rechtspartei ; lui succède en 1950 le Deutsche Reichspartei. Dès que l'occupation alliée de l'Allemagne prend fin en 1949, un certain nombre de nouveaux partis d'extrême droite émergent : le Parti socialiste du Reich, créé en 1949,qui attire d'anciens nazis, et remporte 5 sièges aux élections fédérales ouest-allemandes de 1949, avant de les perdre aux élections fédérales ouest-allemandes de 1953 ; l' Union sociale allemande (Allemagne de l'Ouest) ; le Parti ouvrier allemand libre ; le Front nationaliste ; l'Offensive nationale.
En 1964 est créé le Parti national-démocrate d'Allemagne, qui existe encore aujourd'hui.
Les années 1980 voient une augmentation des organisations et des activités de droite dans toute l’Europe occidentale. En 1984-1985, le Parlement européen organise une commission d'enquête sur la montée du racisme et du fascisme en Europe, puis une autre en 1989. Dans le rapport de la deuxième commission, remis au Parlement en octobre 1990, le social-démocrate ouest-allemand Willi Rothley (de) soutient que les changements économiques et sociaux résultant de la « modernisation de la société » expliquent la récente montée de l'extrémisme de droite, et une « réceptivité croissante aux programmes politiques offrant la sécurité en mettant l'accent sur l'aspect national ou en fournissant des boucs émissaires (les étrangers) »,.
L'ascension "fulgurante" du Republikaner Partei (REP) en 1989, dont le chef Franz Schönhuber avait été membre de la Waffen-SS et qui "admet fièrement son passé nazi", est soulignée dans ce même rapport. Le parti a remporté deux millions de voix aux élections du Parlement européen de 1989 sur un programme qui « prône ouvertement l'abolition des syndicats, la destruction de la protection sociale, la censure et la « décriminalisation » totale de l'histoire allemande.

### Changements liés à la réunification en 1989
Le réunification effective de l'Allemagne de l'Ouest et de l'Est dès 1990 provoque toutefois un effondrement de la base électorale du  Republikaner Partei, en permettant la réunification de l'Allemagne en deçà des frontières de 1937. En 1990, l'Allemagne réunifiée reconnaît le tracé de sa frontière avec la Pologne, ce qui n'avait été le cas auparavant (en 1945 la Pologne avait reçu une large partie du territoire allemand, réduisant la superficie de l'Allemagne de 25 % par rapport à 1937).
L'Office d'État pour la protection de la Constitution fait état à la date de 1989 de 38 500 adhérents à l'« extrême-droite » en Allemagne de l'Ouest ; toutefois ce nombre n'incluait pas 1 à 2 millions de membres du Republikaner Partei(REP) ; l'alliance NDP/DVU était incluse dans le décompte, bien qu'ayant seulement 27 000 membres, et remporté 455 000 voix aux élections européennes de juin 1989.
Après la réunification, l'activité de droite semble s'être déplacée principalement vers les États de l'ex-Allemagne de l'Est. Ces Etats ont connu de violents incidents frontaliers après l'ouverture aux voyages sans visa entre l'Allemagne et la Pologne en avril 1991.

### Partis éphémères
- Deutsche Rechtspartei (1946-1950)
- Parti socialiste du Reich (1949-1952) interdit
- Deutsche Reichspartei (1950-1964)
- Union sociale allemande (1956-1962)
- Parti ouvrier allemand libre (1979-1995)
- Front nationaliste (1985-1992) interdit
- Alternative allemande (1989-1992) interdite
- Offensive nationale (1990-1992) interdite

## Allemagne de l'Est (1945-1990)
L’Allemagne de l’Est (RDA) en tant qu'État socialiste, reposait sur l'idée que le fascisme était une forme extrême du capitalisme. Ainsi, elle se considérait comme un État antifasciste (article 6 de la constitution de la RDA) et l'éducation antifasciste et anticolonialiste jouait un rôle important dans les écoles et dans la formation idéologique dans les universités. Contrairement à l’Allemagne de l’Ouest, les organisations du régime nazi y ont toujours été condamnées et leurs crimes ouvertement discutés dans le cadre de la doctrine officielle de l’État en RDA. Ainsi, en RDA, il n'y avait pas de place pour un mouvement similaire à celui de 1968 en Allemagne de l'Ouest, et les groupes d'opposition de la RDA ne considéraient pas ce sujet comme une question majeure. Le radicalisme à droite était relativement faible jusque dans les années 1980. Plus tard, de petits groupes extrémistes se sont formés (par exemple ceux associés aux violences dans le milieu du football). Le gouvernement a tenté de résoudre ce problème, mais avait des raisons idéologiques de ne pas le faire ouvertement, car cela allait à l’encontre de l’image qu’il souhaitait donner d’une société socialiste,.

## Allemagne réunifiée depuis 1990

### Années 2000
EN 1998 le parti d'extrême droite Union populaire allemande (DVU) se forme en Saxe-Anhalt et dans le Brandebourg dès 1999. En 2009, le parti a perdu sa représentation au Landtag de Brandebourg.
En 2004, le Parti national-démocrate d'Allemagne (NPD) remporte 9,2 % des voix aux élections régionales de Saxe de 2004, obtenant ainsi le droit de siéger au parlement du Land ; il demeure représenté au Parlement du Land de Saxe de 2004 à 2014,. Il obitient 1,6 % des voix aux élections fédérales allemandes de 2005. En 2006, lors des élections régionales de Mecklembourg-Poméranie-Occidentale, le NPD  obtient 7,3 % des voix et six sièges au parlement du Land. Il perd sa représentation au Parlement de Mecklembourg-Poméranie-Occidentale après les élections régionales de 2016. En 2004, le NPD comptait 5300 membres inscrits. Au cours de l'année 2006, le NPD a traité environ 1 000 candidatures, ce qui porte le nombre total de membres à 7 000. Le DVU compte 8 500 membres.
En 2007, le Verfassungsschutz (renseignement fédéral allemand) estime le nombre d'individus potentiellement extrémistes de droite en Allemagne à 31 000, dont environ 10 000 sont classés comme potentiellement violents (gewaltbereit ). Le National Socialist Underground est  à l'origine des meurtres de 10 personnes d’origine turque entre 2000 et 2007 selon les résultats d'une enquête en 2011.

### Années 2010

#### Parti national-démocrate d'Allemagne (NPD)

NPD : Élections européennes de 2014 en Allemagne.

Lors des élections au Parlement européen de 2014, le NPD remporte son tout premier siège au Parlement européen avec 1 % des voix. Le village de Jamel, en Allemagne, attire l'attention des médias, ayant la réputation d'abriter un nombre important de néo-nazis.
Le Parti national-démocrate (NPD) allemand s'est efforcé selon une source de 2012 de s'intégrer au mouvement environnemental afin d'attirer de nouveaux membres parmi les jeunes générations. Il publie des magazines sur la conservation de la nature, notamment Umwelt und Aktiv (Environnement et Actif). Ce magazine et d'autres du genre intègrent à la fois l'environnementalisme et des conseils ainsi que de la propagande et de la rhétorique d'extrême droite.

#### Alternative pour l'Allemagne (AfD)
L'Alternative pour l'Allemagne ( Alternative für Deutschland ; AfD) obtient le plus de voix dans les nouveaux Länder d'Allemagne lors des élections fédérales allemandes de 2013, puis en 2017  et aux élections de 2021. Le parti est considéré comme ayant des opinions anti-immigration.
En 2016, l'AfD a atteint au moins 17 % en Saxe-Anhalt, en Mecklembourg-Poméranie occidentale (où le NPD a perdu tous ses sièges) et à Berlin.
Lors des élections fédérales de 2017, l'AfD a obtenu environ 22 % des voix à l'Est et environ 11 %  à l'Ouest.
Lors des élections fédérales de 2021, l'AFD est devenue la plus grande dans les Länder de Saxe et de Thuringe et a enregistré de bons résultats en Allemagne de l'Est.

#### Evolution du nombre de personnes d'extrême droite
En 2011, les renseignements fédéraux allemands recensent 25 000 extrémistes de droite, dont 5 600 néo-nazis. Dans le même rapport, 15 905 crimes commis en 2010 ont été classés comme étant motivés par l'extrême droite, contre 18 750 en 2009 ; ces crimes sont au nombre de 762 en 2010, contre 891 en 2009 Même si le nombre global a diminué, le Verfassungsschutz indique que le nombre de néo-nazis et le risque d'actes de violence ont augmenté, en particulier parmi le nombre croissant d'adhérents Autonome Nationalisten (« Nationalistes indépendants ») qui remplacent progressivement ceux, en nombre décroissant, des Skinheads nazis.
Selon les chiffres du ministère de l'Intérieur publiés en mai 2019, sur environ 24 000 extrémistes d'extrême droite que compte le pays, 12 700 Allemands sont enclins à la violence. Des extrémistes appartenant à Der Dritte Weg (la Troisième voie) défilent dans une ville de Saxe le 1er mai, la veille de la commémoration juive de l'Holocauste, brandissant des drapeaux et une banderole disant "Pour la justice sociale, non aux étrangers criminels". En 2020, de la bière Deutsches Reichsbräu avec des images néo-nazies a été vendue à Bad Bibra le jour de la Journée commémorative de l'Holocauste".
En 2018 à Chemnitz, dans l'État est-allemand de Saxe, ont eu lieu les manifestations de Chemnitz 2018 contre l'immigration.
En octobre 2019, le conseil municipal de Dresde adopte une motion déclarant une « urgence nazie », signalant qu'il existe un grave problème avec l'extrême droite dans la ville.
En février 2020, à la suite de l'observation d'une réunion conspiratrice d'une douzaine d'extrémistes de droite, les personnes impliquées ont été arrêtées après avoir accepté de lancer des attaques contre des mosquées en Allemagne pour déclencher une guerre civile,.

### Rôle des États de l’Est

Deuxième pourcentage de voix pour l'AfD aux élections fédérales de 2013 en Allemagne, résultats finaux.

Deuxième pourcentage de voix pour l'AfD aux élections fédérales de 2017 en Allemagne, résultats définitifs.

Élections européennes de 2024 en Allemagne : AfD.

Après 1990, les groupes d’extrême droite et nationalistes allemands ont gagné des adeptes, en particulier parmi les jeunes frustrés par le chômage élevé et la mauvaise situation économique. Der Spiegel souligne également qu'il s'agit principalement d'hommes célibataires . Depuis 1998 environ, le soutien aux partis de droite s'est déplacé du sud de l'Allemagne vers l'est,,,.
Pegida est concentrée en Allemagne de l'Est. Une enquête de TNS Emnid rapporte qu'à la mi-décembre 2014, 53 % des Allemands de l'Est sympathisaient avec les manifestants de PEGIDA (48% à l'Ouest).
En 2015, le ministre de l'Intérieur de Rhénanie-Palatinat, Roger Lewentz, a déclaré que les anciens États communistes étaient « plus susceptibles » à la « radicalisation xénophobe » parce que l'ancienne Allemagne de l'Est n'avait pas eu la même exposition aux peuples et aux cultures étrangères au cours des décennies que les habitants de l'ouest du pays. le pays a eu.

## Affaires judiciaires

### Symboles nazis

Certains néo-nazis allemands utilisent les premiers symboles du Reichskriegsflagge antérieurs à l'introduction de la croix gammée nazie, qui sont donc légaux en Allemagne.

Le Code pénal allemand interdit « l'utilisation de symboles d'organisations anticonstitutionnelles » en dehors du contexte « de l'art ou de la science, de la recherche ou de l'enseignement ». Cependant, l’attirail nazi est introduit clandestinement dans le pays depuis des décennies. Les groupes de rock néo-nazis tels que Landser ont été interdits en Allemagne, mais des copies pirates de leurs albums imprimés aux États-Unis et dans d'autres pays sont toujours vendues dans le pays. Les sites Web néo-nazis allemands dépendent principalement de serveurs Internet situés aux États-Unis et au Canada. Ils utilisent souvent des symboles qui rappellent la croix gammée et adoptent d'autres symboles utilisés par les nazis, comme la croix solaire, le crochet du loup et le soleil noir.

### Organisations interdites
Les groupes néo-nazis actifs en Allemagne qui ont attiré l'attention du gouvernement comprennent le Volkssozialistische Bewegung Deutschlands/Partei der Arbeit interdit en 1982, le Front d'action des nationaux-socialistes/militants nationaux interdit en 1983, le Front nationaliste interdit en 1992, le Parti des travailleurs allemands libres, l' Alternative allemande et l'Offensive nationale. Le ministre allemand de l'Intérieur, Wolfgang Schäuble, a condamné la Jeunesse allemande fidèle à la patrie, l'accusant d'enseigner aux enfants que le racisme anti-immigrés et l'antisémitisme sont acceptables[réf. nécessaire].. La Jeunesse allemande fidèle à la patrie a affirmé qu'elle était principalement centrée sur « l'environnement, la communauté et la patrie », mais il a été avancé qu'elle avait des liens avec le Parti national-démocrate (NPD).

### Leader du NPD
En 2008, le leader du NPD, Udo Voigt, a été inculpé de Volksverhetzung (« incitation à la haine », un délit selon le droit pénal allemand) pour avoir distribué des tracts à caractère raciste faisant référence au footballeur allemand Patrick Owomoyela, dont le père est nigérian. En 2009, Voigt a été condamné à sept mois de prison avec sursis et condamné à faire un don de 2 000 euros à l'UNICEF.

## Voir également
- Extrême droite en Europe depuis 1945
- Relations entre les extrêmes droites européenne et américaine
- Néonazisme
- Mouvement des citoyens du Reich
- Terrorisme d'extrême-droite
- Terrorisme en Allemagne

## Lectures complémentaires
- Alain Rouy, « L’extrême droite en Allemagne », Recherches Internationales, vol. 124, no 1,‎ 2022, p. 101–108 (DOI 10.3406/rint.2022.3357, lire en ligne, consulté le 18 novembre 2023)
- Ahmed et Pisoiu, « Uniting the far right: How the far-right extremist, New Right, and populist frames overlap on Twitter – a German case study », European Societies, vol. 23, no 2,‎ 2021, p. 232–254 (DOI 10.1080/14616696.2020.1818112, S2CID 225130483, lire en ligne)
- Renate Bitzan, Gender and Far Right Politics in Europe, 2017, 65–78 p. (ISBN 978-3-319-43532-9, DOI 10.1007/978-3-319-43533-6_5), « Research on Gender and the Far Right in Germany Since 1990: Developments, Findings, and Future Prospects »
- Lisa Bogerts et Maik Fielitz, Post-Digital Cultures of the Far Right, 2018, 137–154 p. (ISBN 9783839446706, DOI 10.1515/9783839446706-010), « "Do You Want Meme War?" Understanding the Visual Memes of the German Far Right »
- Hardy, « Countering right-wing extremism: Lessons from Germany and Norway », Journal of Policing, Intelligence and Counter Terrorism, vol. 14, no 3,‎ 2019, p. 262–279 (DOI 10.1080/18335330.2019.1662076, S2CID 211305922, lire en ligne)
- Harvey, « Visions of the Volk : German Women and the Far Right from Kaiserreich to Third Reich », Journal of Women's History, vol. 16, no 3,‎ 2004, p. 152–167 (DOI 10.1353/jowh.2004.0067, S2CID 143506094, lire en ligne)
- Daniel Koehler, Right-Wing Terrorism in the 21st Century: The 'National Socialist Underground' and the History of Terror from the Far-Right in Germany, Taylor & Francis, 2018 (ISBN 9781138542068)
- MacKlin, « Transnational Networking on the Far Right: The Case of Britain and Germany », West European Politics, vol. 36,‎ 2013, p. 176–198 (DOI 10.1080/01402382.2013.742756, S2CID 144200666)
- Manthe, « On the Pathway to Violence: West German Right-Wing Terrorism in the 1970s », Terrorism and Political Violence, vol. 33,‎ 2021, p. 49–70 (DOI 10.1080/09546553.2018.1520701, S2CID 150252263)
- Cynthia Miller-Idriss, Extreme Gone Mainstream: Commercialization and Far Right Youth Culture in Germany, Princeton University Press, 2018 (ISBN 9780691170206)
- Miller-Idriss, « Soldier, sailor, rebel, rule-breaker: Masculinity and the body in the German far right », Gender and Education, vol. 29, no 2,‎ 2017, p. 199–215 (DOI 10.1080/09540253.2016.1274381, S2CID 151886803)
- Rauchfleisch et Kaiser, « The German Far-right on YouTube: An Analysis of User Overlap and User Comments », Journal of Broadcasting & Electronic Media, vol. 64, no 3,‎ 2020, p. 373–396 (DOI 10.1080/08838151.2020.1799690, S2CID 221714793, lire en ligne)
- Virchow, « Performance, Emotion, and Ideology: On the Creation of 'Collectives of Emotion' and Worldview in the Contemporary German Far Right », Journal of Contemporary Ethnography, vol. 36, no 2,‎ 2007, p. 147–164 (DOI 10.1177/0891241606298822, S2CID 145059949)
- Patrick Christian Moreau, L'autre Allemagne : Le réveil de l´extrême droite, Paris, Vendémiaire, 2017.
- Wojczewski, (2024) « Theorizing Far-Right Foreign Policy: Insights From Germany ». Political Studies, publié en ligne en premier, 2024, (doi:10.1177/00323217241284195)